# روبرت إس. ويليام
روبرت إس. ويليام (بالإنجليزية: Robert S. Hale)‏ هو محامي وقاضي وسياسي أمريكي، ولد في 24 سبتمبر 1822 في تشيلسي في الولايات المتحدة، وتوفي في 14 ديسمبر 1881 في إليزابثتاون في الولايات المتحدة. حزبياً، نشط في الحزب الجمهوري. وقد انتخب عضو مجلس النواب الأمريكي.